# Unknown Worlds Entertainment
Unknown Worlds (UW) es una compañía americana independiente de desarrollo de videojuegos, con sede en San Francisco, California. El estudio es más conocido por las series Natural Selection y Subnautica.

## Historia
Unknown Worlds fue fundado en mayo de 2001 por Charlie Cleveland y empezó su vida como un colectivo de desarrolladores responsable del desarrollo de un mod gratuito de gran calidad, Natural Selection.
El gran éxito de Natural Selection convenció a Cleveland para empezar a trabajar en una secuela comercial del juego: Natural Selection 2. Poco después Cleveland fundó Unknown Worlds Entertainment (UWE) como un estudio de desarrollo de videojuegos.
Para ayudar a financiar el desarrollo de Natural Selection 2, el estudio puso a la venta Zen of Sudoku en noviembre de 2006, un videojuego basado en los populares puzles Sudoku. Este juego fue un "hasta luego" al Natural Selection en dos sentidos, género y público.
En octubre de 2006, Max McGuire se convirtió en el primer empleado del estudio, habiendo trabajado previamente en Iron Lore Entertainment como Lead Engine Programmer. McGuire pasó a ser el director Técnico de UWE y el desarrollo del Natural Selection 2 empezó en serio. 
Un año después, Unknown Worlds sacó Decoda, un depurador comercial del lenguaje de programación Lua (programming_language). Esta aplicación fue creada para ayudar con el desarrollo del Natural Selection 2, cuyo código fuente estaba siendo en gran medida escrito en Lua.
Más tarde, en mitad del proceso de creación del Natural Selection 2, el estudio anunció que cambiaban el motor del juego del Source engine a uno propio desarrollado por ellos mismos. Tras consultar a la comunidad que fuertemente seguía a través del foro oficial todo el proceso, el nombre oficial que se le puso a dicho motor fue Evolution.
En junio de 2008, Cory Strader fue contratado como Director Artístico. Strader ya había sido un miembro clave en el equipo de desarrollo para el Natural Selection.
En octubre de 2021, Krafton, la empresa de Corea del Sur conocida por haber desarrollo PUBG y TERA adquirió Unknown Worlds Entertainment.

## Fechas de publicación
- Natural Selection (2002)
- Zen of Sudoku (2006)
- Natural Selection 2 (2012)
- Subnautica (2018)
- NS2: Combat
- NS2: Combat (2014)
- Subnautica: Below Zero (2021)

## Premios
Natural Selection
- 2002 : Best Newcomer - 'Mod of the Year' Awards, Mod Database
- 2002 : Mod of the Year - 'Game of the Year' Awards, Gamespy
- 2003 : Most Improved Mods - 'Mod of the Year' Awards, Mod Database
- 2003 : Mods You Should Never Leave Home Without - 'Mod of the Year' Awards, Mod Database
- 2003 : Best Overall Mods - 'Mod of the Year' Awards, Mod Database
- 2004 : Best Level Design - 'Mod of the Year' Awards, Mod Database
- 2005 : Players' Choice #10 - 'Mod of the Year' Awards, Mod Database
- 2006 : Honourable Mention - 'Mod of the Year' Awards, Mod Database